# Tuzhong Hu
Tuzhong Hu (kinesiska: 图中湖) är en sjö i Kina. Den ligger i den autonoma regionen Tibet, i den sydvästra delen av landet, omkring 810 kilometer nordväst om regionhuvudstaden Lhasa. Tuzhong Hu ligger 5 057 meter över havet. Arean är 13,9 kvadratkilometer. Trakten runt Tuzhong Hu är ofruktbar med lite eller ingen växtlighet. Den sträcker sig 5,4 kilometer i nord-sydlig riktning, och 4,7 kilometer i öst-västlig riktning.
Genomsnittlig årsnederbörd är 193 millimeter. Den regnigaste månaden är augusti, med i genomsnitt 52 mm nederbörd, och den torraste är november, med 2 mm nederbörd.